# Tytani (film 2008)
Tytani (oryg. Maharathi) – bollywoodzki thriller z 2008 roku w reżyserii Shivam Naira, twórcy Ahista Ahista – Krok po kroku. W rolach głównych Boman Irani, Neha Dhupia, Ashwin Nayak, Om Puri, Paresh Rawal, Naseeruddin Shah i Tara Sharma.

## Fabuła
Pijany Jai Singh Adenwala (Naseeruddin Shah) traci kontrolę nad kierownica auta. Od śmierci ratuje go złodziej Subhash Kumar (Paresh Rawal). Wdzięczny Jai zaprosiwszy go do swego domu, daje mu pracę. Subhash służy mu pomocą w każdej sytuacji. Rozgoryczony nieudanym małżeństwem Jai ufa tylko przypadkowo spotkanemu obcemu człowiekowi. Zwierza  mu się, że w swoim czasie to on jako reżyser filmowy był twórcą gwiazd. Pijak wspomina czas, gdy widziano w nim króla życia. Jego upadek zaczął się od małżeństwa z Malliką (Neha Dhupia). "Ja zakochałem się w niej, a ona w moich pieniądzach", mówi Jai do Subhasha. Teraz jego życie składa z picia, przeplatanego nienawiścią do żony i strachem przed tym, że tym, że chciwa milionów z jego polisy ubezpieczeniowej żona zabije go...

## Obsada
- Neha Dhupia jako Mallika
- Boman Irani jako AD Merchant
- Ashwin Nayak jako The ATM Guy
- Om Puri jako insp. policji Gokhale
- Paresh Rawal jako Subhash
- Tara Sharma jako Swati
- Naseeruddin Shah jako Jaisingh Adenwalla